# Erythrina americana
El colorín o zumpantle (Erythrina americana) es un árbol de planta de la familia Fabaceae de hasta 10m de alto. Su corteza es rugosa corchosa amarillenta armada con espinas. Hojas grandes con tres folíolos glabros, deltoides, el central más grande que los laterales.Flores tubulares rojas en racimos. Pedicelo pubescente. El fruto es una vaina coriácea negruzca, abre al madurar y permanece con semillas rojas muy vistosas. Es originario de América, de regiones tropicales y subtropicales. Su distribución es incierta debido a su amplio cultivo prehispánico. Se usa como árbol de sombra y de ornato. Las flores son comestibles hervidas y siendo limpiadas con anterioridad, se remueve los estambres dentro de esta planta, también conocida como garra de dragón. Tiene varios compuestos tóxicos.

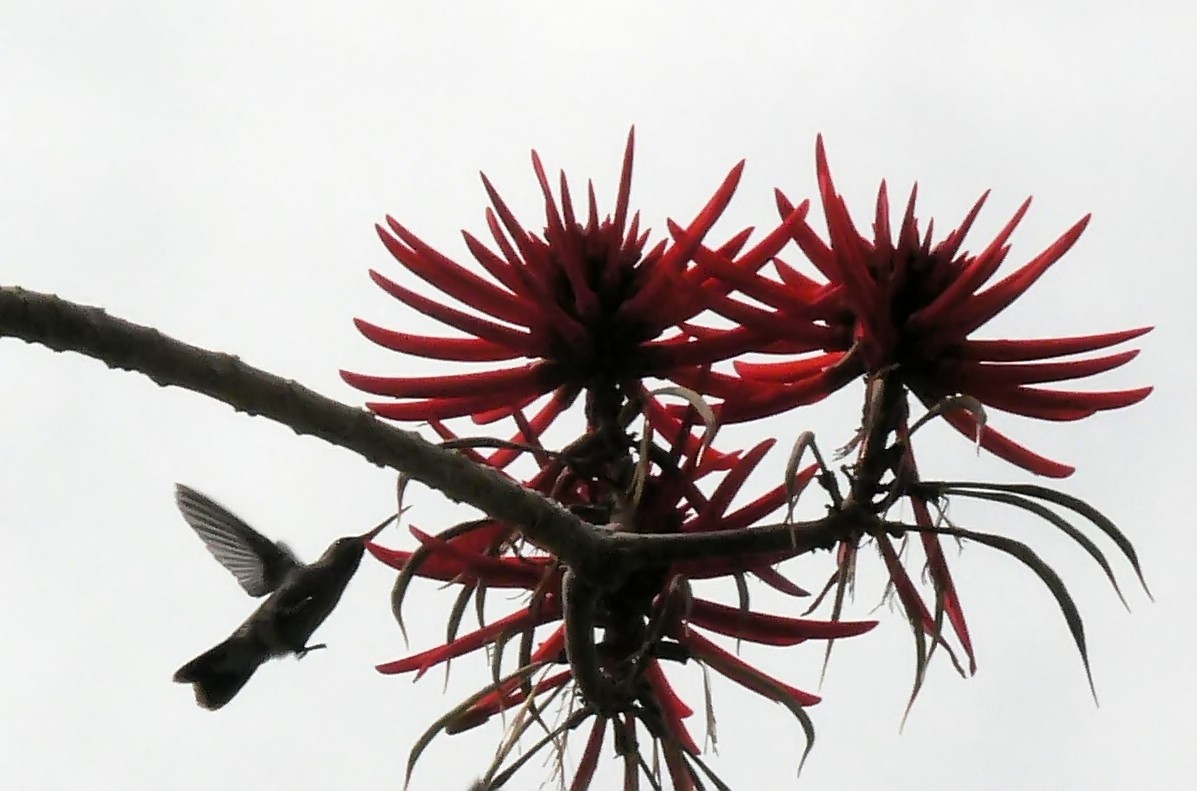
Inflorescencia

Árboles de Cuernavaca

## Descripción
Es un árbol pequeño que alcanza un tamaño de 3 a 6 m de altura, de ramas espinosas. Las hojas están divididas, son de color verde pálido y tiene grupos de flores rojas alargadas dispuestas en racimos piramidales. Los frutos son vainas comprimidas, las semillas de color rojo escarlata con una línea negra.

## Distribución y hábitat
Originario de México, comúnmente llamado Colorín. Planta cultivada en huertos familiares o solares, cerca de ríos o terrenos de vega o de cultivos abandonados, asociada al bosque tropical caducifolio y matorral xerófilo.

## Toxicidad
Las partes aéreas de las especies del género Erythrina pueden contener alcaloides, tales como la eritralina y la erisodina, cuya ingestión puede suponer un riesgo para la salud.

## Taxonomía
Erythrina americana fue descrita por  Philip Miller y publicado en The Gardeners Dictionary: . . . eighth edition no. 5. 1768.
Etimología
Erythrina: nombre genérico que proviene del griego ερυθρóς (erythros) = "rojo", en referencia al color rojo intenso de las flores de algunas especies representativas.
americana: epíteto geográfico que alude a su localización en América.
Sinonimia
- Corallodendron americanum (Mill.) Kuntze
- Corallodendron coralloides (DC.) Kuntze
- Erythrina carnea Aiton
- Erythrina enneandra DC.
- Erythrina fulgens Loisel.
- Erythrina fulgens Lois.[6]

## Nombres comunes
Cáscara de chomplantle, chocolín, colorín,  colorín grande, equimite, gasparito, pemuche, pichoco, piñón espinoso, quimite.